# Myiomima appendiculata
Myiomima appendiculata là một loài ruồi trong họ Tachinidae.